# Monument Lafayette
Le Monument Lafayette est une statue équestre en bronze de Gilbert du Motier, marquis de Lafayette, par Andrew O'Connor, Jr..

## Historique
Il est situé dans South Garden, à Mount Vernon Place (Baltimore). Il a été inauguré le 6 septembre, 1924.

## Inscriptions
Les inscriptions suivantes sont visibles sur le monument :

### Sculpture, bord frontal, côté gauche
ANDREW O'CONNOR

1924 

### Sculpture, derrière le côté gauche
T. F. MCGANN & SONS CO FOUNDRY

BOSTON MASS

### Base, de face
LA FAYETTE

1757 1834

### Base, côté est
EN 1777 LA FAYETTE TRAVERSANT LES MERS

AVEC DES VOLONTIERS FRANCAIS

EST VENU APPORTER UNE AIDE FRATERNELLE

AU PEUPLE AMERICAIN 

QUI COMBATTAIT POUR SA LIBERTE NATIONALE 

EN 1917

LA FRANCE COMBATTAIT A SON TOUR

POUR DEFENDRE 

SA VIE

ET LA LIBERTE DU MONDE. 

L'AMERIQUE QUI N'AVAIT JAMAIS OUBLIE LA FAYETTE A

TRAVERSE LES MERS POUR AIDER LA FRANCE 

ET LE MONDE A ETE SAUVE

R. POINCARE

### Base, côté ouest
LA FAYETTE IMMORTAL

BECAUSE A SELF-FORGETFUL SERVANT OF

JUSTICE AND HUMANITY

BELOVED BY ALL AMERICANS

BECAUSE HE ACKNOWLEDGED NO DUTY MORE

SACRED THAN TO FIGHT FOR THE FREEDOM

OF HIS FELLOW-MEN.

WOODROW WILSON. 
Traduction:
LA FAYETTE IMMORTEL

PUISQU'IL A ÉTÉ UN SERVITEUR DE LA JUSTICE ET DE L'HUMANITÉ

OUBLIANT SOI-MÊME 

AIMÉ PAR TOUS LES AMÉRICAINS

PARCE QU'IL NE RECONNAISSAIT AUCUN DEVOIR PLUS SACRÉ QUE CELUI DE LUTTER

POUR LA LIBERTÉ DE SES COMPAGNONS.

WOODROW WILSON.

La marque signée du Fondateur apparaît.